# هاندزام الكلاسيكي 2025
هاندزام الكلاسيكي 2025 (بالفرنسية: Bredene Koksijde Classic 2025) هو سباق دراجات هوائية من فئة  1.1، وهو الموسم الرابع عشر من هاندزام الكلاسيكي، وأقيم في 21 مارس 2025 ضمن سباقات سلسلة سباقات الاتحاد الدولي للدراجات للمحترفين 2025.
فاز بالمركز الأول إدوارد ثيونس، وحلَّ في المركز الثاني Luke Lamperti ‏، بينما جاء Nils Eekhoff ‏ في المركز الثالث.

## الفرق
| فرق عالمية (10)- Alpecin-Deceuninck - Intermarché-Wanty - XDS Astana Team - Team Picnic-PostNL - Lidl-Trek - Team Jayco AlUla - UAE Team Emirates XRG - Soudal Quick-Step - Arkéa-B&B Hotels - Cofidis فرق برو (11)- بنجوال باوليز ساوكس دبليو بي ‏ - VF Group-Bardiani CSF-Faizanè - تيم نوفو نورديسك ‏ - سبورت فلاندرين بالويس ‏ - أوسكالتيل أوسكادي 2025 ‏ - Team TotalEnergies - سويس ريسينغ أكادمي ‏ - فريق الدراجات Q36.5 ‏ - أونو-إكس موبيليتي ‏ - Lotto - Israel-Premier Tech فرق قارية (2)- سوبرانو هام ايزوريكس ‏ - فولكر ويسيلز سيلينج تيم ‏ |  |
| |  |

## المشاركون
| Arkéa-B&B Hotels ARK | Arkéa-B&B Hotels ARK | Arkéa-B&B Hotels ARK |
| -------------------- | -------------------- | -------------------- |
| م                    | عداء                 | مرتبة                |
| 1                    | Luca Mozzato ‏        | 21                   |
| 2                    | Giosuè Epis ‏         | 38                   |
| 3                    | Rémi Lelandais ‏      | لم يكمل السباق       |
| 4                    | أموري كابيو          | لم يبدأ              |
| 5                    | Léandre Lozouet ‏     | لم يكمل السباق       |
| 6                    | ارنو ديمار           | لم يكمل السباق       |
| 7                    | مايلز سكوتسون        | لم يكمل السباق       |

| Soudal Quick-Step SOQ | Soudal Quick-Step SOQ | Soudal Quick-Step SOQ |
| --------------------- | --------------------- | --------------------- |
| م                     | عداء                  | مرتبة                 |
| 11                    | Luke Lamperti ‏        | 2                     |
| 12                    | Gil Gelders ‏          | لم يكمل السباق        |
| 13                    | Andrea Raccagni ‏      | 30                    |
| 14                    | Gauthier Servranckx‏   | لم يكمل السباق        |
| 15                    | Warre Vangheluwe ‏     | 19                    |
| 16                    | Federico Savino ‏      | 60                    |

| Alpecin-Deceuninck ADC | Alpecin-Deceuninck ADC | Alpecin-Deceuninck ADC |
| ---------------------- | ---------------------- | ---------------------- |
| م                      | عداء                   | مرتبة                  |
| 21                     | Fabio Van den Bossche ‏ | 27                     |
| 22                     | Lars Boven ‏            | لم يكمل السباق         |
| 23                     | سيمون دهيرز ‏           | لم يكمل السباق         |
| 24                     | Robbe Ghys ‏            | 7                      |
| 25                     | Jonas Rickaert ‏        | 74                     |
| 26                     | Siebe Roesems‏          | لم يكمل السباق         |
| 27                     | Stan Van Tricht ‏       | لم يكمل السباق         |

| Intermarché-Wanty IWA | Intermarché-Wanty IWA      | Intermarché-Wanty IWA |
| --------------------- | -------------------------- | --------------------- |
| م                     | عداء                       | مرتبة                 |
| 31                    | جيربن تايسن ‏               | 18                    |
| 32                    | Dries De Pooter ‏           | 42                    |
| 33                    | Victor Hannes‏              | لم يكمل السباق        |
| 34                    | آرنه ماريت ‏                | 20                    |
| 35                    | Vito Braet ‏                | 5                     |
| 36                    | Gijs Van Hoecke ‏           | 37                    |
| 37                    | Roel van Sintmaartensdijk ‏ | 43                    |

| Cofidis COF | Cofidis COF     | Cofidis COF    |
| ----------- | --------------- | -------------- |
| م           | عداء            | مرتبة          |
| 41          | Milan Fretin ‏   | 9              |
| 42          | ايمي دي جندت    | 12             |
| 43          | Eddy Finé ‏      | لم يكمل السباق |
| 44          | بيت اليجارت     | 34             |
| 45          | Ludovic Robeet ‏ | لم يكمل السباق |
| 46          | Alexis Renard ‏  | 64             |

| UAE Team Emirates XRG UAD | UAE Team Emirates XRG UAD | UAE Team Emirates XRG UAD |
| ------------------------- | ------------------------- | ------------------------- |
| م                         | عداء                      | مرتبة                     |
| 51                        | خوان سباستيان مولانو      | لم يبدأ                   |
| 52                        | ميكيل بيرج                | 72                        |
| 53                        | فيليبو بارونسيني          | 52                        |
| 54                        | António Morgado ‏          | 71                        |
| 55                        | Luca Giaimi ‏              | لم يكمل السباق            |
| 56                        | Gibbe Staes‏               | لم يكمل السباق            |
| 57                        | Florian Vermeersch ‏       | 6                         |

| Team Jayco AlUla JAY | Team Jayco AlUla JAY     | Team Jayco AlUla JAY |
| -------------------- | ------------------------ | -------------------- |
| م                    | عداء                     | مرتبة                |
| 61                   | ديلان جروينويغن (طريق)   | 58                   |
| 63                   | كامبل ستيوارت            | لم يكمل السباق       |
| 64                   | Elmar Reinders ‏          | 35                   |
| 65                   | لوكا ميزجيك              | لم يبدأ              |
| 66                   | ماكس والشيد              | لم يكمل السباق       |
| 67                   | Bob Donaldson (cyclist) ‏ | لم يكمل السباق       |

| Lidl-Trek LTK | Lidl-Trek LTK     | Lidl-Trek LTK  |
| ------------- | ----------------- | -------------- |
| م             | عداء              | مرتبة          |
| 71            | سيموني كونسوني    | لم يكمل السباق |
| 72            | Tim Declercq ‏     | 39             |
| 73            | Martin Pedersen ‏  | لم يكمل السباق |
| 75            | إدوارد ثيونس      | 1              |
| 76            | Jakob Söderqvist ‏ | 29             |

| Team Picnic-PostNL TPP | Team Picnic-PostNL TPP | Team Picnic-PostNL TPP |
| ---------------------- | ---------------------- | ---------------------- |
| م                      | عداء                   | مرتبة                  |
| 81                     | فابيو جاكوبسن          | لم يكمل السباق         |
| 82                     | توبياس لوند أندرسن ‏    | 25                     |
| 83                     | الكسندر ادموندسون      | 81                     |
| 84                     | Nils Eekhoff ‏          | 3                      |
| 85                     | Casper van Uden ‏       | 23                     |
| 86                     | Mees Vlot‏              | لم يكمل السباق         |
| 87                     | Julius van den Berg ‏   | لم يكمل السباق         |

| XDS Astana Team XAT | XDS Astana Team XAT | XDS Astana Team XAT |
| ------------------- | ------------------- | ------------------- |
| م                   | عداء                | مرتبة               |
| 92                  | آرون جيت            | لم يكمل السباق      |
| 93                  | ماكس كانتر          | 61                  |
| 94                  | Michele Gazzoli ‏    | لم يكمل السباق      |
| 95                  | Alessandro Romele ‏  | 10                  |
| 96                  | Su Haoyu ‏           | لم يكمل السباق      |

| Israel-Premier Tech IPT | Israel-Premier Tech IPT | Israel-Premier Tech IPT |
| ----------------------- | ----------------------- | ----------------------- |
| م                       | عداء                    | مرتبة                   |
| 101                     | هوغو هوفستيتر           | 16                      |
| 102                     | Oded Kogut ‏ (طريق)      | لم يكمل السباق          |
| 103                     | Riley Pickrell ‏         | 82                      |
| 104                     | ميكل شوارزمان           | لم يكمل السباق          |
| 105                     | ويليام بويفن            | 41                      |
| 106                     | Ethan Vernon ‏           | 4                       |
| 107                     | توم فان أسبروك          | 31                      |

| Lotto LOT | Lotto LOT               | Lotto LOT      |
| --------- | ----------------------- | -------------- |
| م         | عداء                    | مرتبة          |
| 111       | إيليا فيفياني           | 50             |
| 112       | Steffen De Schuyteneer ‏ | 56             |
| 113       | Arne Baers‏              | لم يكمل السباق |
| 114       | Lionel Taminiaux ‏       | 76             |
| 115       | Lorenz Van de Wynkele ‏  | لم يكمل السباق |
| 116       | جاسبر دي بويست          | 75             |
| 117       | Alec Segaert ‏           | 11             |

| أونو-إكس موبيليتي ‏ UXM | أونو-إكس موبيليتي ‏ UXM     | أونو-إكس موبيليتي ‏ UXM |
| ---------------------- | -------------------------- | ---------------------- |
| م                      | عداء                       | مرتبة                  |
| 121                    | Jonas Iversby Hvideberg ‏   | 46                     |
| 122                    | Erlend Blikra ‏             | 26                     |
| 123                    | Stian Fredheim ‏            | 8                      |
| 124                    | Erik Resell ‏               | 14                     |
| 125                    | Henrik Pedersen (cyclist) ‏ | 48                     |
| 126                    | Rasmus Bøgh Wallin ‏        | 44                     |
| 127                    | Martin Urianstad ‏          | 59                     |

| فريق الدراجات Q36.5 ‏ Q36 | فريق الدراجات Q36.5 ‏ Q36 | فريق الدراجات Q36.5 ‏ Q36 |
| ------------------------ | ------------------------ | ------------------------ |
| م                        | عداء                     | مرتبة                    |
| 131                      | Nicolò Parisini ‏         | 79                       |
| 132                      | Jannik Steimle ‏          | 80                       |
| 133                      | ديفيد غونزاليس           | لم يكمل السباق           |
| 134                      | روري تاونسند ‏            | لم يكمل السباق           |
| 135                      | Kamil Małecki ‏           | 78                       |
| 136                      | ماتيو موشيتي             | 13                       |
| 137                      | جياكومو نيزولو           | 49                       |

| سويس ريسينغ أكادمي ‏ TUD | سويس ريسينغ أكادمي ‏ TUD   | سويس ريسينغ أكادمي ‏ TUD |
| ----------------------- | ------------------------- | ----------------------- |
| م                       | عداء                      | مرتبة                   |
| 141                     | Alberto Dainese ‏          | 17                      |
| 142                     | Sebastian Kolze Changizi ‏ | لم يكمل السباق          |
| 143                     | Robin Froidevaux ‏         | 47                      |
| 144                     | Miká Heming ‏              | 62                      |
| 145                     | Arthur Kluckers ‏          | 77                      |
| 146                     | Aivaras Mikutis ‏          | 22                      |
| 147                     | Fabian Weiss (cyclist) ‏   | 70                      |

| Team TotalEnergies TEN | Team TotalEnergies TEN | Team TotalEnergies TEN |
| ---------------------- | ---------------------- | ---------------------- |
| م                      | عداء                   | مرتبة                  |
| 151                    | Lucas Boniface ‏        | 66                     |
| 152                    | Rayan Boulahoite ‏      | 63                     |
| 153                    | Alexys Brunel ‏         | لم يكمل السباق         |
| 154                    | Florian Dauphin ‏       | 45                     |
| 155                    | Geoffrey Soupe ‏        | لم يكمل السباق         |
| 156                    | Sandy Dujardin ‏        | 28                     |
| 157                    | Jason Tesson ‏          | لم يكمل السباق         |

| أوسكالتيل أوسكادي ‏ EUS | أوسكالتيل أوسكادي ‏ EUS    | أوسكالتيل أوسكادي ‏ EUS |
| ---------------------- | ------------------------- | ---------------------- |
| م                      | عداء                      | مرتبة                  |
| 161                    | جون ابرستوري              | 53                     |
| 162                    | دايفيد ديكر               | لم يكمل السباق         |
| 163                    | Nicolás Alustiza ‏         | لم يكمل السباق         |
| 164                    | Xabier Berasategi ‏        | لم يكمل السباق         |
| 165                    | Andoni López de Abetxuko ‏ | 67                     |
| 166                    | Gotzon Martín ‏            | لم يكمل السباق         |
| 167                    | ESP                       | لم يكمل السباق         |

| سبورت فلاندرين بالويس ‏ TFB | سبورت فلاندرين بالويس ‏ TFB | سبورت فلاندرين بالويس ‏ TFB |
| -------------------------- | -------------------------- | -------------------------- |
| م                          | عداء                       | مرتبة                      |
| 171                        | Tom Crabbe ‏                | لم يكمل السباق             |
| 172                        | Brem Deman ‏                | 68                         |
| 173                        | Lindsay De Vylder ‏         | 51                         |
| 174                        | Tuur Dens ‏                 | لم يكمل السباق             |
| 175                        | Vince Gerits ‏              | لم يكمل السباق             |
| 176                        | Jonas Geens ‏               | 55                         |
| 177                        | Noah Vandenbranden ‏        | لم يكمل السباق             |

| تيم نوفو نورديسك ‏ TNN | تيم نوفو نورديسك ‏ TNN              | تيم نوفو نورديسك ‏ TNN |
| --------------------- | ---------------------------------- | --------------------- |
| م                     | عداء                               | مرتبة                 |
| 181                   | سام براند                          | لم يكمل السباق        |
| 182                   | Quinten De Graeve ‏                 | لم يكمل السباق        |
| 183                   | Declan Irvine ‏                     | لم يكمل السباق        |
| 184                   | Matyáš Kopecký ‏                    | 24                    |
| 185                   | Anton Muller‏                       | لم يكمل السباق        |
| 186                   | Andrea Peron (cyclist, born 1988) ‏ | لم يكمل السباق        |
| 187                   | Filippo Ridolfo ‏                   | 65                    |

| VF Group-Bardiani CSF-Faizanè VBF | VF Group-Bardiani CSF-Faizanè VBF | VF Group-Bardiani CSF-Faizanè VBF |
| --------------------------------- | --------------------------------- | --------------------------------- |
| م                                 | عداء                              | مرتبة                             |
| 192                               | Federico Biagini ‏                 | لم يكمل السباق                    |
| 193                               | Filippo Magli ‏                    | 57                                |
| 194                               | Lorenzo Conforti ‏                 | لم يكمل السباق                    |
| 195                               | Mattia Pinazzi ‏                   | لم يكمل السباق                    |
| 197                               | Enrico Zanoncello ‏                | 54                                |

| بنجوال باوليز ساوكس دبليو بي ‏ WB2 | بنجوال باوليز ساوكس دبليو بي ‏ WB2 | بنجوال باوليز ساوكس دبليو بي ‏ WB2 |
| --------------------------------- | --------------------------------- | --------------------------------- |
| م                                 | عداء                              | مرتبة                             |
| 201                               | Cériel Desal ‏                     | 69                                |
| 202                               | Leander Van Hautegem ‏             | 40                                |
| 203                               | Davide Persico ‏                   | لم يكمل السباق                    |
| 204                               | Axandre Van Petegem ‏              | لم يكمل السباق                    |
| 205                               | Jens Reynders ‏                    | 36                                |
| 206                               | Kenneth Van Rooy ‏                 | 33                                |
| 207                               | لويك فليجن                        | 83                                |

| سوبرانو هام ايزوريكس ‏ TIS | سوبرانو هام ايزوريكس ‏ TIS | سوبرانو هام ايزوريكس ‏ TIS |
| ------------------------- | ------------------------- | ------------------------- |
| م                         | عداء                      | مرتبة                     |
| 211                       | Louis Blouwe ‏             | لم يكمل السباق            |
| 212                       | BEL                       | لم يكمل السباق            |
| 213                       | تيموثي دوبونت             | لم يكمل السباق            |
| 214                       | جياني مارشان              | لم يكمل السباق            |
| 215                       | Arne Santy ‏               | لم يكمل السباق            |
| 216                       | Ewout De Keyser‏           | لم يكمل السباق            |
| 217                       | Lennert Teugels ‏          | 73                        |

| فولكر ويسيلز سيلينج تيم ‏ VWT | فولكر ويسيلز سيلينج تيم ‏ VWT | فولكر ويسيلز سيلينج تيم ‏ VWT |
| ---------------------------- | ---------------------------- | ---------------------------- |
| م                            | عداء                         | مرتبة                        |
| 221                          | تيمو دي جونغ ‏                | 32                           |
| 222                          | BEL                          | لم يكمل السباق               |
| 223                          | Max Kroonen ‏                 | لم يكمل السباق               |
| 224                          | Mats Omloop‏                  | لم يكمل السباق               |
| 225                          | Tim den Braber ‏              | لم يكمل السباق               |
| 226                          | Jasper Haest ‏                | لم يكمل السباق               |
| 227                          | Tim Marsman ‏                 | 15                           |

| Arkéa-B&B Hotels ARK | Arkéa-B&B Hotels ARK | Arkéa-B&B Hotels ARK |
| -------------------- | -------------------- | -------------------- |
| م                    | عداء                 | مرتبة                |
| 1                    | Luca Mozzato ‏        | 21                   |
| 2                    | Giosuè Epis ‏         | 38                   |
| 3                    | Rémi Lelandais ‏      | لم يكمل السباق       |
| 4                    | أموري كابيو          | لم يبدأ              |
| 5                    | Léandre Lozouet ‏     | لم يكمل السباق       |
| 6                    | ارنو ديمار           | لم يكمل السباق       |
| 7                    | مايلز سكوتسون        | لم يكمل السباق       |

| Soudal Quick-Step SOQ | Soudal Quick-Step SOQ | Soudal Quick-Step SOQ |
| --------------------- | --------------------- | --------------------- |
| م                     | عداء                  | مرتبة                 |
| 11                    | Luke Lamperti ‏        | 2                     |
| 12                    | Gil Gelders ‏          | لم يكمل السباق        |
| 13                    | Andrea Raccagni ‏      | 30                    |
| 14                    | Gauthier Servranckx‏   | لم يكمل السباق        |
| 15                    | Warre Vangheluwe ‏     | 19                    |
| 16                    | Federico Savino ‏      | 60                    |

| Alpecin-Deceuninck ADC | Alpecin-Deceuninck ADC | Alpecin-Deceuninck ADC |
| ---------------------- | ---------------------- | ---------------------- |
| م                      | عداء                   | مرتبة                  |
| 21                     | Fabio Van den Bossche ‏ | 27                     |
| 22                     | Lars Boven ‏            | لم يكمل السباق         |
| 23                     | سيمون دهيرز ‏           | لم يكمل السباق         |
| 24                     | Robbe Ghys ‏            | 7                      |
| 25                     | Jonas Rickaert ‏        | 74                     |
| 26                     | Siebe Roesems‏          | لم يكمل السباق         |
| 27                     | Stan Van Tricht ‏       | لم يكمل السباق         |

| Intermarché-Wanty IWA | Intermarché-Wanty IWA      | Intermarché-Wanty IWA |
| --------------------- | -------------------------- | --------------------- |
| م                     | عداء                       | مرتبة                 |
| 31                    | جيربن تايسن ‏               | 18                    |
| 32                    | Dries De Pooter ‏           | 42                    |
| 33                    | Victor Hannes‏              | لم يكمل السباق        |
| 34                    | آرنه ماريت ‏                | 20                    |
| 35                    | Vito Braet ‏                | 5                     |
| 36                    | Gijs Van Hoecke ‏           | 37                    |
| 37                    | Roel van Sintmaartensdijk ‏ | 43                    |

| Cofidis COF | Cofidis COF     | Cofidis COF    |
| ----------- | --------------- | -------------- |
| م           | عداء            | مرتبة          |
| 41          | Milan Fretin ‏   | 9              |
| 42          | ايمي دي جندت    | 12             |
| 43          | Eddy Finé ‏      | لم يكمل السباق |
| 44          | بيت اليجارت     | 34             |
| 45          | Ludovic Robeet ‏ | لم يكمل السباق |
| 46          | Alexis Renard ‏  | 64             |

| UAE Team Emirates XRG UAD | UAE Team Emirates XRG UAD | UAE Team Emirates XRG UAD |
| ------------------------- | ------------------------- | ------------------------- |
| م                         | عداء                      | مرتبة                     |
| 51                        | خوان سباستيان مولانو      | لم يبدأ                   |
| 52                        | ميكيل بيرج                | 72                        |
| 53                        | فيليبو بارونسيني          | 52                        |
| 54                        | António Morgado ‏          | 71                        |
| 55                        | Luca Giaimi ‏              | لم يكمل السباق            |
| 56                        | Gibbe Staes‏               | لم يكمل السباق            |
| 57                        | Florian Vermeersch ‏       | 6                         |

| Team Jayco AlUla JAY | Team Jayco AlUla JAY     | Team Jayco AlUla JAY |
| -------------------- | ------------------------ | -------------------- |
| م                    | عداء                     | مرتبة                |
| 61                   | ديلان جروينويغن (طريق)   | 58                   |
| 63                   | كامبل ستيوارت            | لم يكمل السباق       |
| 64                   | Elmar Reinders ‏          | 35                   |
| 65                   | لوكا ميزجيك              | لم يبدأ              |
| 66                   | ماكس والشيد              | لم يكمل السباق       |
| 67                   | Bob Donaldson (cyclist) ‏ | لم يكمل السباق       |

| Lidl-Trek LTK | Lidl-Trek LTK     | Lidl-Trek LTK  |
| ------------- | ----------------- | -------------- |
| م             | عداء              | مرتبة          |
| 71            | سيموني كونسوني    | لم يكمل السباق |
| 72            | Tim Declercq ‏     | 39             |
| 73            | Martin Pedersen ‏  | لم يكمل السباق |
| 75            | إدوارد ثيونس      | 1              |
| 76            | Jakob Söderqvist ‏ | 29             |

| Team Picnic-PostNL TPP | Team Picnic-PostNL TPP | Team Picnic-PostNL TPP |
| ---------------------- | ---------------------- | ---------------------- |
| م                      | عداء                   | مرتبة                  |
| 81                     | فابيو جاكوبسن          | لم يكمل السباق         |
| 82                     | توبياس لوند أندرسن ‏    | 25                     |
| 83                     | الكسندر ادموندسون      | 81                     |
| 84                     | Nils Eekhoff ‏          | 3                      |
| 85                     | Casper van Uden ‏       | 23                     |
| 86                     | Mees Vlot‏              | لم يكمل السباق         |
| 87                     | Julius van den Berg ‏   | لم يكمل السباق         |

| XDS Astana Team XAT | XDS Astana Team XAT | XDS Astana Team XAT |
| ------------------- | ------------------- | ------------------- |
| م                   | عداء                | مرتبة               |
| 92                  | آرون جيت            | لم يكمل السباق      |
| 93                  | ماكس كانتر          | 61                  |
| 94                  | Michele Gazzoli ‏    | لم يكمل السباق      |
| 95                  | Alessandro Romele ‏  | 10                  |
| 96                  | Su Haoyu ‏           | لم يكمل السباق      |

| Israel-Premier Tech IPT | Israel-Premier Tech IPT | Israel-Premier Tech IPT |
| ----------------------- | ----------------------- | ----------------------- |
| م                       | عداء                    | مرتبة                   |
| 101                     | هوغو هوفستيتر           | 16                      |
| 102                     | Oded Kogut ‏ (طريق)      | لم يكمل السباق          |
| 103                     | Riley Pickrell ‏         | 82                      |
| 104                     | ميكل شوارزمان           | لم يكمل السباق          |
| 105                     | ويليام بويفن            | 41                      |
| 106                     | Ethan Vernon ‏           | 4                       |
| 107                     | توم فان أسبروك          | 31                      |

| Lotto LOT | Lotto LOT               | Lotto LOT      |
| --------- | ----------------------- | -------------- |
| م         | عداء                    | مرتبة          |
| 111       | إيليا فيفياني           | 50             |
| 112       | Steffen De Schuyteneer ‏ | 56             |
| 113       | Arne Baers‏              | لم يكمل السباق |
| 114       | Lionel Taminiaux ‏       | 76             |
| 115       | Lorenz Van de Wynkele ‏  | لم يكمل السباق |
| 116       | جاسبر دي بويست          | 75             |
| 117       | Alec Segaert ‏           | 11             |

| أونو-إكس موبيليتي ‏ UXM | أونو-إكس موبيليتي ‏ UXM     | أونو-إكس موبيليتي ‏ UXM |
| ---------------------- | -------------------------- | ---------------------- |
| م                      | عداء                       | مرتبة                  |
| 121                    | Jonas Iversby Hvideberg ‏   | 46                     |
| 122                    | Erlend Blikra ‏             | 26                     |
| 123                    | Stian Fredheim ‏            | 8                      |
| 124                    | Erik Resell ‏               | 14                     |
| 125                    | Henrik Pedersen (cyclist) ‏ | 48                     |
| 126                    | Rasmus Bøgh Wallin ‏        | 44                     |
| 127                    | Martin Urianstad ‏          | 59                     |

| فريق الدراجات Q36.5 ‏ Q36 | فريق الدراجات Q36.5 ‏ Q36 | فريق الدراجات Q36.5 ‏ Q36 |
| ------------------------ | ------------------------ | ------------------------ |
| م                        | عداء                     | مرتبة                    |
| 131                      | Nicolò Parisini ‏         | 79                       |
| 132                      | Jannik Steimle ‏          | 80                       |
| 133                      | ديفيد غونزاليس           | لم يكمل السباق           |
| 134                      | روري تاونسند ‏            | لم يكمل السباق           |
| 135                      | Kamil Małecki ‏           | 78                       |
| 136                      | ماتيو موشيتي             | 13                       |
| 137                      | جياكومو نيزولو           | 49                       |

| سويس ريسينغ أكادمي ‏ TUD | سويس ريسينغ أكادمي ‏ TUD   | سويس ريسينغ أكادمي ‏ TUD |
| ----------------------- | ------------------------- | ----------------------- |
| م                       | عداء                      | مرتبة                   |
| 141                     | Alberto Dainese ‏          | 17                      |
| 142                     | Sebastian Kolze Changizi ‏ | لم يكمل السباق          |
| 143                     | Robin Froidevaux ‏         | 47                      |
| 144                     | Miká Heming ‏              | 62                      |
| 145                     | Arthur Kluckers ‏          | 77                      |
| 146                     | Aivaras Mikutis ‏          | 22                      |
| 147                     | Fabian Weiss (cyclist) ‏   | 70                      |

| Team TotalEnergies TEN | Team TotalEnergies TEN | Team TotalEnergies TEN |
| ---------------------- | ---------------------- | ---------------------- |
| م                      | عداء                   | مرتبة                  |
| 151                    | Lucas Boniface ‏        | 66                     |
| 152                    | Rayan Boulahoite ‏      | 63                     |
| 153                    | Alexys Brunel ‏         | لم يكمل السباق         |
| 154                    | Florian Dauphin ‏       | 45                     |
| 155                    | Geoffrey Soupe ‏        | لم يكمل السباق         |
| 156                    | Sandy Dujardin ‏        | 28                     |
| 157                    | Jason Tesson ‏          | لم يكمل السباق         |

| أوسكالتيل أوسكادي ‏ EUS | أوسكالتيل أوسكادي ‏ EUS    | أوسكالتيل أوسكادي ‏ EUS |
| ---------------------- | ------------------------- | ---------------------- |
| م                      | عداء                      | مرتبة                  |
| 161                    | جون ابرستوري              | 53                     |
| 162                    | دايفيد ديكر               | لم يكمل السباق         |
| 163                    | Nicolás Alustiza ‏         | لم يكمل السباق         |
| 164                    | Xabier Berasategi ‏        | لم يكمل السباق         |
| 165                    | Andoni López de Abetxuko ‏ | 67                     |
| 166                    | Gotzon Martín ‏            | لم يكمل السباق         |
| 167                    | ESP                       | لم يكمل السباق         |

| سبورت فلاندرين بالويس ‏ TFB | سبورت فلاندرين بالويس ‏ TFB | سبورت فلاندرين بالويس ‏ TFB |
| -------------------------- | -------------------------- | -------------------------- |
| م                          | عداء                       | مرتبة                      |
| 171                        | Tom Crabbe ‏                | لم يكمل السباق             |
| 172                        | Brem Deman ‏                | 68                         |
| 173                        | Lindsay De Vylder ‏         | 51                         |
| 174                        | Tuur Dens ‏                 | لم يكمل السباق             |
| 175                        | Vince Gerits ‏              | لم يكمل السباق             |
| 176                        | Jonas Geens ‏               | 55                         |
| 177                        | Noah Vandenbranden ‏        | لم يكمل السباق             |

| تيم نوفو نورديسك ‏ TNN | تيم نوفو نورديسك ‏ TNN              | تيم نوفو نورديسك ‏ TNN |
| --------------------- | ---------------------------------- | --------------------- |
| م                     | عداء                               | مرتبة                 |
| 181                   | سام براند                          | لم يكمل السباق        |
| 182                   | Quinten De Graeve ‏                 | لم يكمل السباق        |
| 183                   | Declan Irvine ‏                     | لم يكمل السباق        |
| 184                   | Matyáš Kopecký ‏                    | 24                    |
| 185                   | Anton Muller‏                       | لم يكمل السباق        |
| 186                   | Andrea Peron (cyclist, born 1988) ‏ | لم يكمل السباق        |
| 187                   | Filippo Ridolfo ‏                   | 65                    |

| VF Group-Bardiani CSF-Faizanè VBF | VF Group-Bardiani CSF-Faizanè VBF | VF Group-Bardiani CSF-Faizanè VBF |
| --------------------------------- | --------------------------------- | --------------------------------- |
| م                                 | عداء                              | مرتبة                             |
| 192                               | Federico Biagini ‏                 | لم يكمل السباق                    |
| 193                               | Filippo Magli ‏                    | 57                                |
| 194                               | Lorenzo Conforti ‏                 | لم يكمل السباق                    |
| 195                               | Mattia Pinazzi ‏                   | لم يكمل السباق                    |
| 197                               | Enrico Zanoncello ‏                | 54                                |

| بنجوال باوليز ساوكس دبليو بي ‏ WB2 | بنجوال باوليز ساوكس دبليو بي ‏ WB2 | بنجوال باوليز ساوكس دبليو بي ‏ WB2 |
| --------------------------------- | --------------------------------- | --------------------------------- |
| م                                 | عداء                              | مرتبة                             |
| 201                               | Cériel Desal ‏                     | 69                                |
| 202                               | Leander Van Hautegem ‏             | 40                                |
| 203                               | Davide Persico ‏                   | لم يكمل السباق                    |
| 204                               | Axandre Van Petegem ‏              | لم يكمل السباق                    |
| 205                               | Jens Reynders ‏                    | 36                                |
| 206                               | Kenneth Van Rooy ‏                 | 33                                |
| 207                               | لويك فليجن                        | 83                                |

| سوبرانو هام ايزوريكس ‏ TIS | سوبرانو هام ايزوريكس ‏ TIS | سوبرانو هام ايزوريكس ‏ TIS |
| ------------------------- | ------------------------- | ------------------------- |
| م                         | عداء                      | مرتبة                     |
| 211                       | Louis Blouwe ‏             | لم يكمل السباق            |
| 212                       | BEL                       | لم يكمل السباق            |
| 213                       | تيموثي دوبونت             | لم يكمل السباق            |
| 214                       | جياني مارشان              | لم يكمل السباق            |
| 215                       | Arne Santy ‏               | لم يكمل السباق            |
| 216                       | Ewout De Keyser‏           | لم يكمل السباق            |
| 217                       | Lennert Teugels ‏          | 73                        |

| فولكر ويسيلز سيلينج تيم ‏ VWT | فولكر ويسيلز سيلينج تيم ‏ VWT | فولكر ويسيلز سيلينج تيم ‏ VWT |
| ---------------------------- | ---------------------------- | ---------------------------- |
| م                            | عداء                         | مرتبة                        |
| 221                          | تيمو دي جونغ ‏                | 32                           |
| 222                          | BEL                          | لم يكمل السباق               |
| 223                          | Max Kroonen ‏                 | لم يكمل السباق               |
| 224                          | Mats Omloop‏                  | لم يكمل السباق               |
| 225                          | Tim den Braber ‏              | لم يكمل السباق               |
| 226                          | Jasper Haest ‏                | لم يكمل السباق               |
| 227                          | Tim Marsman ‏                 | 15                           |

## التصنيف العام النهائي
| التصنيف العام | التصنيف العام       | التصنيف العام                 | التصنيف العام | التصنيف العام |
| العداء        | العداء              | الفريق                        | الوقت         |               |
| ------------- | ------------------- | ----------------------------- | ------------- | ------------- |
| 1             | إدوارد ثيونس        | تريك سيغافريدو                | 4 س 15 د 50 ث |               |
| 2             | Luke Lamperti ‏      | دكونيك كويك ستب               | + 0 ث         |               |
| 3             | Nils Eekhoff ‏       | سنويب                         | + 0 ث         |               |
| 4             | Ethan Vernon ‏       | إسرائيل - بريمير تيك          | + 0 ث         |               |
| 5             | Vito Braet ‏         | انترمارشي وانتي جوبيرت ماتيرو | + 0 ث         |               |
| 6             | Florian Vermeersch ‏ | فريق الإمارات                 | + 0 ث         |               |
| 7             | Robbe Ghys ‏         | البيسين فينيكس                | + 0 ث         |               |
| 8             | Stian Fredheim ‏     | أونو-إكس موبيليتي ‏            | + 0 ث         |               |
| 9             | Milan Fretin ‏       | كوفيديس                       | + 0 ث         |               |
| 10            | Alessandro Romele ‏  | فريق آستانا                   | + 0 ث         |               |
|               |                     |                               |               |               |
|               |                     |                               |               |               |

## وصلات خارجية
- الموقع الرسمي
- هاندزام الكلاسيكي 2025 على موقع إحصائيات الدراجات الإحترافية (الإنجليزية)